# Harndrup Sogn
Harndrup Sogn er et sogn i Middelfart Provsti (Fyens Stift).
I 1800-tallet var Harndrup Sogn anneks til Fjelsted Sogn. Begge sogne hørte til Vends Herred i Odense Amt. Fjelsted-Harndrup sognekommune blev ved kommunalreformen i 1970 indlemmet i Ejby Kommune, som ved strukturreformen i 2007 indgik i Middelfart Kommune.
I Harndrup Sogn ligger Harndrup Kirke.
I sognet findes følgende autoriserede stednavne:
- Berlin (Harndrup Sogn) (bebyggelse)
- Brobjerg (bebyggelse)
- Ellekær (bebyggelse)
- Graderup (bebyggelse, ejerlav)
- Harndrup (bebyggelse, ejerlav)
- Harndrup Holme (bebyggelse)
- Harndrup Lillemark (bebyggelse)
- Harndrupskov (bebyggelse)
- Havehuse (bebyggelse)
- Hjortebjerg (bebyggelse)
- Knevelsholm (bebyggelse)
- Kuglebjerg (bebyggelse)
- Leretsbjerg (bebyggelse)
- Lundsgård (bebyggelse)
- Lykkesholm (bebyggelse)
- Mosegårde (bebyggelse)
- Pedersborg (bebyggelse)
- Skrædderkrog (bebyggelse)
- Stimose (bebyggelse)
- Stokholm (bebyggelse)
- Tjæreborg (bebyggelse)
- Vindebjerg (bebyggelse)